# Brasão de armas da Ucrânia

Brasão de armas da Ucrânia

O Brasão de Armas da Ucrânia (conhecido como Tryzub; em português, 'tridente') apresenta as mesmas cores encontradas na bandeira ucraniana: um escudo azul com um tridente amarelo de um símbolo (tanga), turco de origem, mais tarde adotado pelos governantes do Grão-Canato de Rus.
A utilização deste símbolo foi suplantada a partir do século XI pela tradição cristã de utilizar as imagens de santos (principalmente São Jorge, considerado protetor da família), e mais tarde por simbologia heráldica dos cossacos ou imagens culturais. O tridente só foi pensado como um símbolo nacional em 1917, quando um dos mais proeminentes historiadores ucranianos, Mykhailo Hrushevsky, propôs a sua adoção (juntamente com outras variantes, incluindo uma arbalet, um arco ou um cossaco a transportar um mosquete, ou seja, imagens que possuem em termos históricos, culturais e heráldicos considerável significado para a Ucrânia). Em 22 de Março de 1918, a Central Rada aprovou-o como o brasão de armas da fugaz República Nacional da Ucrânia.
Durante o período soviético de 1919–1991 e a independência entre 1991 e 1992, os símbolos do estado eram consistentes com a RSFS russa e a União Soviética – uma foice e um martelo sobre o sol nascente. 

## Brasão

Moeda de Vladimir, o Grande, rei da Rússia de Kiev.

O brasão de armas é um tridente amarelo com fundo azul. A história deste símbolo no actual brasão de armas tem mais de 1000 anos, e as primeiras provas descobertas pelos arqueólogos e historiadores podem ser encontradas nos selos da dinastia ruríquida. O tryzub foi carimbado nas moedas de ouro e prata emitidas pelo príncipe Vladimir, o Grande (980-1015), e poderá ter sido herdado dos seus ancestrais (como Esvetoslau I) enquanto brasão de armas dinástico, e posteriormente passado aos seus filhos, Esvetopolco I (1015-19) e Jaroslau I, o Sábio (1019-54).
O tryzub também foi encontrado nos tijolos da Igreja de Tithes em Quieve, nos azulejos da Catedral da Dormição em Volodimíria e nas pedras de outras igrejas, castelos e palácios. Existem muitos exemplos da sua utilização em cerâmica, armas, anéis, medalhões, selos e manuscritos. Evoluiu em muitas variações sem perder a sua estrutura básica: quase 200 variações medievais do tryzub foram descobertas na Ucrânia.
Não há nenhuma certeza na interpretação definitiva do símbolo. No entanto, a maior parte dos historiadores concorda que provavelmente representa uma versão estilizada de um falcão ou de algum outro totem do primeiro governante da família ruríquida.

## O Grande Brasão de Armas

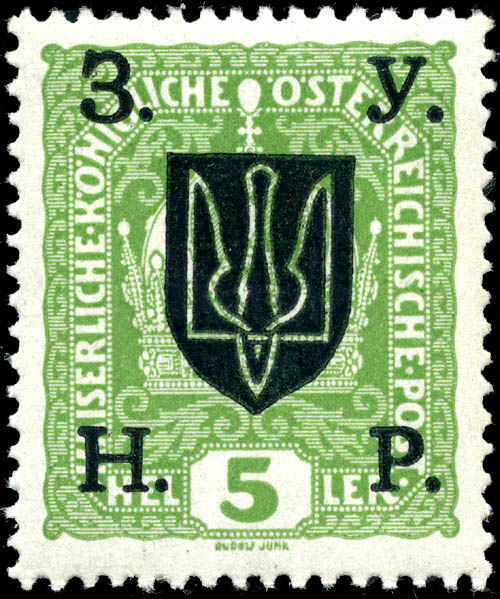
Tridente de Maio de 1919

Brasão de armas do Levante de Janeiro.

O Grande Brasão de Armas da Ucrânia nunca foi oficialmente aprovado, mas foi publicado em diversas fontes heráldicas. Nesta variante, o escudo é apoiado por um leão coroado do Brasão de armas galego do lado esquerdo e uma cossack no vestido tradicional, exercendo uma musket, o símbolo do Hetmanato Cossaco à direita. O Brasão de Armas é coroado com a coroa de Volodymyr o Grande, simbolizando a soberania ucraniana, e decorado com viburnum e trigo, na parte inferior. A aprovação oficial do Grande Brasão de Armas teria de ser efetuada por uma maioria de dois terços no Parlamento ucraniano (o Verkhovna Rada), que não foi alcançada devido à resistência de vários partidos da oposição (especialmente partidos comunistas e de esquerda).

## Arcanjo Miguel
Arcanjo Miguel, o símbolo da Ucrânia, aderiram à Águia e Pahonia durante o Levante de Janeiro, o brasão foi feito respeitando e formando as nações da Commonwealth, sendo Três Nações: Águia Branca (Polónia), Vytis/Pahonia (Lituânia e Bielorrússia) e Arcanjo Miguel (Ucrânia).